# Birger Krogius
Birger Jarl Krogius, född 9 december 1901 i Helsingfors, död där 18 september 1997, var en finländsk redare och kommerseråd (1952).
Krogius var VD för Effoa sedan 1946. Han var son till Lars Karl Krogius.